# 300 (tecknad serie)
300 är en historisk tecknad serie av Frank Miller och Lynn Varley som handlar om de 300 spartanska krigarna som under kung Leonidas höll bergspasset Thermopyle mot perserkungen Xerxes I hundratusenhövdade armé år 480 f.Kr.
Serien gavs ursprungligen ut som en miniserie i fem delar av Dark Horse Comics 1998. Miller utnyttjade här varje tvåsidorsuppslag till sin fulla bredd. När serien gavs ut som serieroman 1999 var det i liggande format, där varje sida bestod av två sidor (ett uppslag) från miniserien.
Serieromanen utkom på svenska 2007, utgiven av Egmont Kärnan.

## Utmärkelser
- Eisner Awards: Best Limited Series, Best Writer/Artist och Best Colorist 1999

## Filmatisering
En filmatisering av serietidningen kom ut 2007 i regi av Zack Snyder.

## Artikelursprung
Artikeln var, i den version den hade den 19 maj 2007, helt eller delvis hämtad från Seriewikin (hos Seriefrämjandet): 300